# ロシア保健・社会開発省
ロシア連邦保健省（保健省、Министерство здравоохранения Российской Федерации、Минздрав России）は、ロシア連邦の中央官庁のひとつ。保健行政、疾病予防対策、義務医療保険、医薬品開発などの公共政策分野を管轄・調整している。